# Лефортовський провулок
Лефортовський провулок - провулок у центрі Москви в Басманному районі поміж Плетешківським провулком і Бауманською вулицею.

## Походження назви
Назву провулок отримав від назви історичного району Лефортово і Лефортовської солдатської слободи, що розташовувалися по обох берегах Яузи між Палацовим (нині Лефортовський) і Госпітальним мостами. Франц Лефорт (1655—1699), виходець із Швейцарії — сподвижник Петра I, адмірал. Командував полком, рзквартированому в цьому районі.

## Опис
Лефортовський провулок починається від Плетешківського провулку, проходить на схід паралельно Аптекарському провулку і виходить на Бауманську вулицю навпроти Посланницького провулку.

## Будівлі та споруди
- № 8/10 — школа № 354 ім. Д. М. Карбишева (з поглибленим вивченням біології та математики);
- № 8, будова 1 — Собор Миколи Чудотворця Свято-Микільської старообрядницької громади (1911—1912, архітектор М. Г. Мартьянов), нині — філія «Лефортово» РХТУ імені Д. І. Менделєєва; Бібліотека при РХТУ ім. Менделєєва; журнал «Химия и жизнь — XXI век».

## Транспорт
По провулку маршрути наземного транспорту не проходять. Найближчі зупинки розташовані на Бауманській вулиці, де проходять трамваї Б, 37, 45, 50, автобуси 425, 440.